# Daniel Hale Williams
Daniel Hale Williams III, né le 18 janvier 1858 à Hollidaysburg dans l'État de la Pennsylvanie et mort le 4 août 1931 à Idlewild, Michigan (en), est un chirurgien américain, qui s'est fait connaitre en effectuant la première opération ou tout du moins, une des premières opérations réussies du monde à coeur ouvert en réparant le péricarde déchiré d'un patient blessé par un coup de couteau, James Cornish. 
Il est également le fondateur du Provident Hospital (Chicago) (en), premier établissement hospitalier des États-Unis à ne pas pratiquer la ségrégation. 
Avec Mary Eliza Mahoney, James McCune Smith (en), Rebecca Lee Crumpler, Charles Drew et William Augustus Hinton (en), il fait partie des pionniers afro-américains dans le domaine de la médecine.

## Biographie

### Jeunesse et formation
Williams est né en 1858 et a grandi dans la ville de Hollidaysburg, Pennsylvanie. Son grand-père, Daniel Hale Williams I, un coiffeur, avait épousé une femme d'ascendance écossaise-irlandaise, son père Daniel Hale Williams II  a repris le salon de coiffure. Sa mère, Sarah Price, était d'ascendance afro-américaine et amérindienne,.  
Il est le cinquième des sept enfants de Sarah Price Williams et de Daniel Hale Williams II, qui tient un salon de coiffure à Hollidaysburg. Après la fin de la Guerre de sécession (1861-1865), la famille emménage à Annapolis dans le Maryland. Son père devient un membre actif de la National Equal Rights League (en) qui  lutte pour obtenir l'égalité des droits civiques pour les Afro-Américains à la suite du Treizième amendement de la Constitution des États-Unis du 6 décembre 1865 abolissant l'esclavage et au Quatorzième amendement de la Constitution des États-Unis de 1868, accordant la citoyenneté à toute personne née ou naturalisée aux États-Unis et interdisant toute restriction. Épuisé par ses nombreux voyages et conférences son père décède en 1869 rongé par la tuberculose,,,.  
Âgé de 11 ans Daniel Hale Williams commence à suivre un apprentissage de cordonnier à Baltimore où il est hébergé par un ami de la famille, mais il ne se voit pas à réparer des chaussures toute sa vie aussi retourne-t-il chez sa mère qui habite à Rockford dans l'Illinois où il travaille dans le salon de coiffure tenu par ses deux sœurs aînées. En 1873 lui et sa sœur Sally s'installe à Janesville dans le Wisconsin, là il travaille chez un dénommé Charles Henry Anderson qui gère un salon de coiffure et des bains-douches. Parallèlement à son travail il suit des cours dans un établissement secondaire privé la Classical Academy High School où il étudie le latin et l’allemand qui lui sont ensuite d'un grand secours pour lire les traités de médecine, il achève ses études secondaires en 1879 pour retourner travailler à plein temps sans savoir ce qu'il va faire de sa vie,,.  
Son frère Price qui est avocat à Philadelphie l'invite rejoindre son cabinet, mais le métier ne lui convient pas il retourne travailler chez Charles Henry Anderson comme coiffeur. L'un de ses clients est le Dr Henry Palmer, un médecin un chirurgien réputé, ayant développé une relation de sympathie, il lui demande s'il ne pourrait pas devenir médecin et comment s'y prendre. Le Dr Henry Palmer lui expose les difficultés du métier et le prévient qu'il faudrait qu'il suive trois années d'études dans une faculté de médecine, dans la foulée Daniel Hale Williams lui demande s'il ne voudrait pas le prendre comme assistant pour apprendre le métier, la réponse est positive et c'est ainsi qu'à partir de 1880, il commence son cursus de médecine et au bout de deux ans, il se présente au Chicago Medical School (en) faculté de médecine de l'Université Northwestern d'Evanston, dans l'Illinois qui l'accepte, il y est le seul étudiant afro-américain. Il obtient son diplôme de docteur en médecine en 1883. Pendant ses études, il se fait remarquer par l’utilisation de nouveaux antiseptiques et de procédures de stérilisation lors de ses opérations, par les nouveaux appareils comme le microscope et son enthousiasme à lire les revues médicales,,,,. 

### Carrière

#### Des débuts réussis
À cause de sa couleur, il a des difficultés à trouver un poste, après bien des refus, il est engagé comme interne au Mercy Hospital and Medical Center (en) de Chicago et ouvre également son cabinet de consultation en 1883,. En 1884, un de ses anciens professeurs lui trouve un emploi de médecin auprès du Protestant Orphan Asylum de Chicago. Il reçoit dans son cabinet où il a aménagé une salle d'opération des Afro-Américains qui ne pouvaient accéder à des soins de qualité dans les hôpitaux du fait de leur couleur de peau. Sa prévenance fait qu'il est appelé le « docteur Dan », surnom qui le suit toute sa vie. Sa réputation de chirurgien est telle qu'il est engagé au South Side Dispensary de Chicago où sa maîtrise de la chirurgie et ses connaissances anatomiques le font aussi engager pour donner des cours aux étudiants du Chicago Medical Center de 1885 à 1888 puis il est le premier chirurgien afro-américain à être nommé à la Chicago City Railway (en), enfin en 1889, il est nommé à l'Illinois State Board of Health (service de la santé de l'État de l'Illinois),,,.

#### Le Provident Hospital
En 1889, Emma Reynolds, une jeune femme qui aspirait à devenir infirmière, s'est vu refuser l'admission par chacune des écoles d'infirmières de Chicago au motif qu'elle était noire. Son frère, le révérend Louis Reynolds, pasteur de l'église épiscopale méthodiste africaine de St. Stephen, sollicite l'aide du Dr Daniel Hale Williams. Ce dernier, malgré sa position, ne peut rien faire. Par ailleurs, il constate que les écoles de soins infirmiers comme les centres hospitaliers formant des médecins pratiquent même en dehors des États du Sud une ségrégation plus ou moins ouverte, les formations réservées aux Afro-Américains ne sont pas toujours de la meilleure qualité et quant aux infirmières et médecins afro-américains, ils ont beaucoup de mal à trouver des emplois correspondant à leurs compétences. Daniel Hale Williams utilise sa renommée pour convaincre les autorités pour créer un hôpital non ségrégué. La communauté afro-américaine de Chicago et de nombreux Blancs adhèrent à l'idée et récoltent des fonds. Le 23 janvier 1891, le Dr Daniel Williams lance le Provident Hospital  et la Provident Hospital and Training School Association (connu de nos jours sous le nom du Provident Hospital du comté de Cook à Chicago,). Un conseil d'administration, un comité exécutif et un comité des finances sont nommés et un conseil consultatif communautaire et un conseil auxiliaire des femmes sont constitués. L'hôpital ouvre ses portes le 4 mai 1891. Suit l'ouverture de la Provident Hospital and Training School Association qui forme ses premières infirmières afro-américaines ; Emma Reynolds fait partie de la première promotion. Le Dr Daniel Hale Williams est nommé directeur du complexe hospitalier, Blancs et Noirs travaillent côte à côte, Blancs et Noirs y font leur internat,,,,. Au bout d'une année d'exercice, l'hôpital a reçu 189 patients, parmi ceux-ci, 141 sont partis guéris, 23 sont sortis avec des améliorations de leur état, 3 n'ont montré aucun signe d'amélioration et 22 sont décédés, ce qui est remarquable pour un hôpital du XIXe siècle et qui vient de démarrer son activité,.  

#### La première opération à coeur ouvert duDrWilliams
Le 10 juillet 1893, à la suite d'une bagarre dans un bar, un jeune afro-américain, James Cornish, est atteint dans la poitrine par un coup de couteau. Il est transporté d'urgence à l'hôpital Provident, sa blessure semble a priori mortelle. Pour sauver le jeune homme, il faudrait ouvrir le thorax, opération dangereuse à l'époque. Décidé à tout essayer afin de sauver le jeune Cornish, avec un scalpel, Daniel Hale Williams incise la poitrine de Cornish. Il atteint la zone cardiaque et découvre une artère sectionnée, il la suture, mais il découvre également une entaille longue d'un pouce (2, 54 cm) sur le péricarde ; le cœur lui-même était légèrement entaillé et n'avait pas besoin de sutures. Le péricarde endommagé a dû être recousu, opération délicate car le cœur de Cornish bat à 130 pulsions par minute ; l'opération étant terminée Daniel Hale Williams, après les sutures, referme le thorax de James Cornish et nettoie consciencieusement les plaies avec une solution antiseptique de son invention. James Cornish se remet peu à peu. Il n'y a ni hémorragie, ni infection. Plusieurs semaines après Daniel Hale Williams réopère James Cornish afin de drainer les différents fluides résiduels. James Cornish sort 51 jours plus tard de l’hôpital, complètement guéri, et vit jusqu'en 1943, soit 50 ans de plus. Le Dr Williams devient ainsi le premier chirurgien du monde à pratiquer une opération à cœur ouvert avec succès et un des premiers à ouvrir le thorax. La nouvelle est immédiatement publiée au sein du quotidien le Chicago Inter Ocean. Son opération est ultérieurement publiée au sein de la Medical Record (revue) (en),,,,,,,. 
C’est une révolution. La procédure du Dr Williams est prise pour modèle d’interventions chirurgicale de la poitrine,.
Cela dit, cette première est discutée. D'après des sources, notamment la revue Annals of Surgery de février 1895, une opération similaire a été pratiquée par le professeur Henry Clay Dalton (en) le 6 septembre 1891 au City Hospital de Saint-Louis. On ne peut dire si l'opération du Daniel Hale Williams est dépendante ou non de celle réalisée par Henry Clay Dalton fort peu documentée, en revanche l'opération de Daniel Hale Williams est la première à avoir été pratiquée par un Afro-Américain,,,,,.

#### Le Freedmen's Hospital

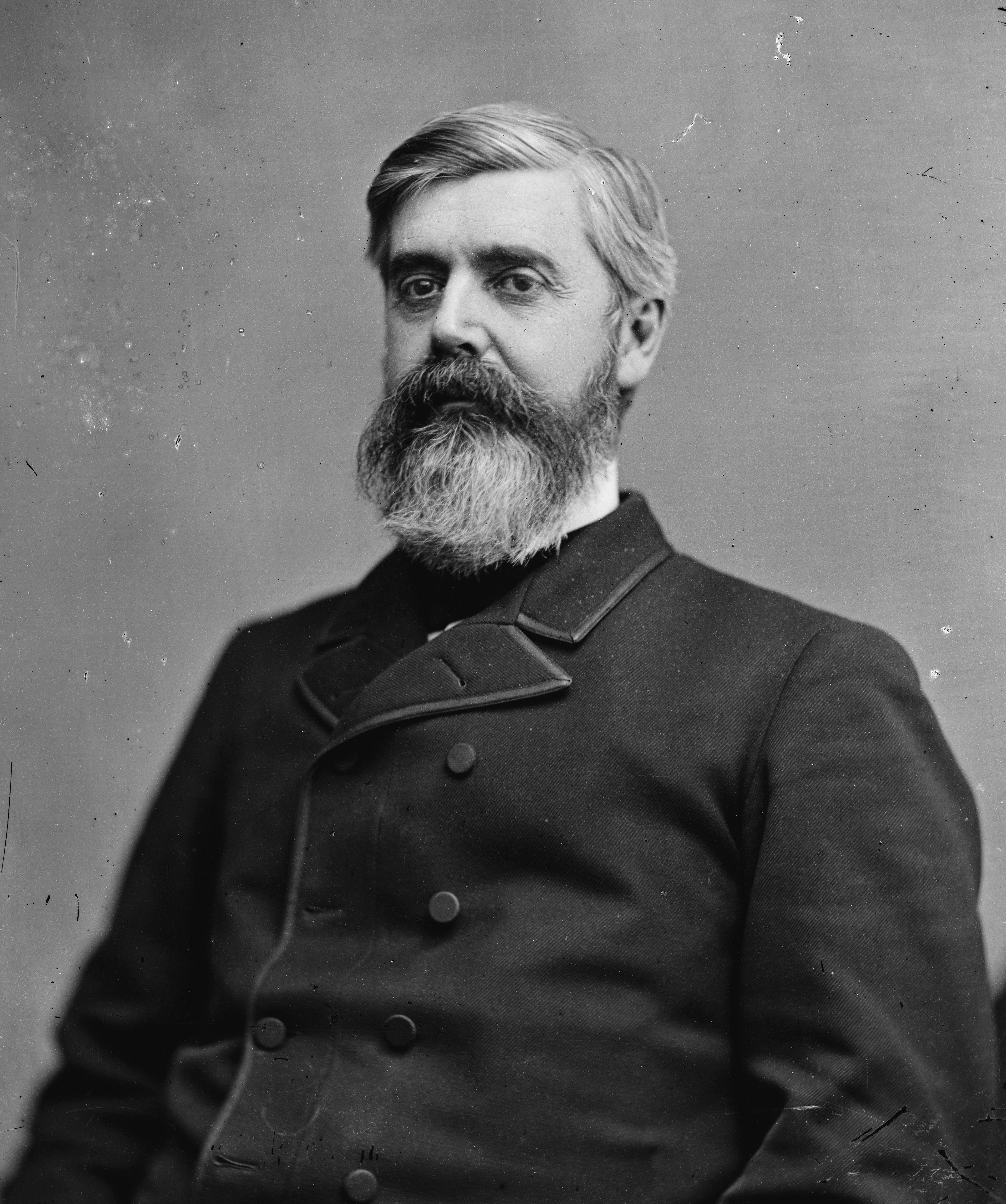
Walter Q. Gresham.

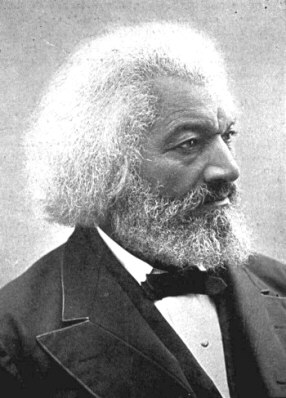
Frederick Douglass.

Sa réputation est faite, en fin 1893, il est nommé professeur de chirurgie à l'Université Howard de Washington (district de Columbia) et en 1894, sur les recommandations de Walter Q. Gresham, Secrétaire d'État des États-Unis dans la seconde administration du président Grover Cleveland il est nommé médecin-chef du service de chirurgie au Freedmen's Hospital le principal hôpital de la communauté afro-américaine à Washington, établissement rattaché à l'Université Howard. Le défi est de taille car l'hôpital Provident était un petit établissement hospitalier avec 12 lits, alors de le Freedmen's Hospital en compte 200. Bien que supervisé par le Département de l'Intérieur des États-Unis, le Freedmen's Hospital est dans un piteux état lié à une gestion peu rigoureuse : l'ordonnancement des locaux est irrationnelle, par exemple les cuisines sont éloignées des lits, si bien que les repas arrivent souvent froids ; il n'existe qu'un seule poêle pendant l'hiver ; les lits des patients sont mélangés sans tenir compte de leur pathologie ; les infirmières sont en nombre insuffisant ; les procédures d'hygiène ne sont pas toujours respectées comme le port du masque et des gants pendant les opérations provoquant un fort taux de létalité ; enfin la situation financière n'est pas des meilleures. Daniel Hale Williams relève l’hôpital faisant appliquer de nouveaux protocoles de soins, en rationalisant l'organisation des locaux et la répartition des lits. Sa notoriété est telle qu'il arrive à recruter une vingtaine des meilleurs médecins (Blancs et Noirs) de Washington, il met en place une école de soins infirmiers. En quelques années l’hôpital est devenu un établissement de référence la bourgeoisie afro-américaine n'hésite plus à y se faire soigner. Il obtient le soutien du prestigieux leader afro-américain Frederick Douglass. On vient de tous les États-Unis pour le voir opérer et pour apprendre de lui. Il voyage à travers le pays et des médecins viennent de l’étranger pour découvrir ses protocoles de soins et participer au progrès de la chirurgie,,.  

#### Le retour à Chicago
En 1898, après son mariage avec Alice Johnson, il retourne à Chicago pour reprendre son poste au Provident Hospital qui a déménagé pour s'agrandir,. De nombreux médecins afro-américains viennent auprès de lui pour apprendre ses protocoles chirurgicaux. Sa réputation est telle que des patients viennent de loin pour se faire soigner par lui. En 1900 il est recruté par George Whipple Hubbard, le président et doyen du Meharry Medical College (en) de Nashville dans le Tennessee, pour donner des cours de chirurgie. Il y donne des cours jusqu'en 1920,,. Fatigué par des querelles de rivalité menées par le docteur George Hall, il quitte le conseil de direction du Provident Hospital,.      
En 1920, Daniel Hale Williams prend sa retraite. Touché moralement par le décès de son épouse Alice en 1924 des suites de la maladie de Parkinson, il connait une succession d'accidents cardiaques (infarctus et accidents vasculaire cérébraux) de 1926 jusqu'au 4 août 1931, date de sa mort. Dans son testament, quoiqu'il ne soit pas fortuné, il a pris un certain nombre de dispositions répartissant ses biens entre ses sœurs, la veuve de son frère, ses nièces et il lègue la somme de 8 000 $ (de l'époque) à l'organisation de défense des droits civiques des gens de couleur la National Association for the Advancement of Colored People,.

### Vie privée
Le 2 avril 1898, il épouse Alice Darling Johnson, une enseignante. Le couple donne naissance à un enfant qui décède lors de sa naissance ; à la suite de l'opération, Alice devient stérile. Elle décède en 1924,,,.
Daniel Hale Williams repose au cimetière de Graceland de la ville de Chicago aux côtés de son épouse Alice Darling Johnson Williams.